# يوني موغ 425
يوني موغ 425، هي أول مركبة من سلسلة يوني موغ الثقيلة التي دخلت مرحلة الإنتاج التسلسلي، وقد صُنِعت بواسطة شركة دايملر-بنز بين عامي 1975 و1988 في مصنع مرسيدس-بنز بمدينة غاغناو، إلى جانب الطراز طويل قاعدة العجلات يوني موغ 435.
قُدِّمت هذه المركبة لأول مرة للجمهور في معرض DLG الزراعي لعام 1974 في مدينة فرانكفورت، وكانت تُعرف حينها باسم يوني موغ يو 120، في إشارة إلى قوة المحرك البالغة 120 حصانًا ألمانيًا (PS) أي ما يعادل 88.3 كيلوواط أو 118.4 حصانًا ميكانيكيًا. إلا أن طرازات الإنتاج التسلسلي زُوّدت بمحركات أقوى بقدرة 125 حصانًا (92 كيلوواط؛ 123 حصانًا) أو 150 حصانًا (110 كيلوواط؛ 148 حصانًا)، ومن ثم حُمِلت الأسماء يو 1300 ويو 1500.
أنتجت دايملر-بنز ثلاثة أنواع من يوني موغ 425، وبلغ العدد الإجمالي للوحدات المصنعة 3135 مركبة، ما يجعل هذا الطراز نادرًا نسبيًا مقارنةً بالطراز يوني موغ 435 الذي يشبهه في البنية لكنه يتمتع بقاعدة عجلات أطول، وقد تم تصنيع أكثر من 30,000 وحدة منه.
تُعد يوني موغ 425 أيضًا أول مركبة من السلسلة تتميز بتصميم المقصورة الزوايا الحادة، وهو التصميم الذي لا يزال يُستخدم حتى اليوم في طرازات يوني موغ الحديثة.